# Сенека (Орегон)
Сенека (на английски: Seneca) е град в окръг Грант, щата Орегон, САЩ. Сенека е с население от 223 жители (2000) и обща площ от 2,1 km². Намира се на 1429,51 m надморска височина. ЗИП кодът му е 97873, а телефонният му код е 541.